# Acacia viridiramis
Acacia viridiramis é uma espécie de leguminosa do gênero Acacia, pertencente à família Fabaceae.